# Made in China (film, 2019)
Pour les articles homonymes, voir Made in China.
Pour plus de détails, voir Fiche technique et Distribution.
Made in China est une comédie dramatique française réalisée par Julien Abraham, sortie en 2019.

## Synopsis
François (Frédéric Chau) ne fréquente plus sa famille depuis dix ans, à la suite d'une dispute avec son père, Meng (Bing Yin). Il va même jusqu'à prétendre qu'il a été adopté. Mais, un jour, sa compagne, Sophie (Julie de Bona), tombe enceinte de lui. François décide alors, avec son meilleur ami Bruno (Medi Sadoun), de retourner dans le 13e arrondissement de son enfance pour renouer avec sa famille. Si la quasi-totalité de la famille l'accueille à bras ouverts, les choses s'avèrent plus compliquées avec son père et son frère.

## Fiche technique
Sauf indication contraire, les informations mentionnées dans cette section peuvent être confirmées par la base de données cinématographiques Unifrance,  présente dans la section « Liens externes ».
- Titre original : Made in China
- Réalisation : Julien Abraham
- Scénario et dialogues : Julien Abraham, Frédéric Chau et Kamel Guemra, d’après une idée de Frédéric Chau
- Musique : Quentin Sirjacq
- Décors : Jacques Rouxel
- Costumes : Pauline Berland
- Photographie : Julien Meurice
- Montage : Scott Stevenson
- Son : Clément Badin
- Production : Florent Genetet-Morel et Sandra Karim
- Sociétés de production : Montauk Films et Riplay Films ; TF1 Studio (coproduction)
- Sociétés de distribution : Mars Films (France) ; Pathé Films AG (Suisse romande)
- Pays d'origine :  France
- Langues originales : français, mandarin
- Format : couleur
- Genre : comédie dramatique
- Durée : 90 minutes
- Dates de sortie : 
  - France, Suisse romande : 26 juin 2019

## Distribution
- Frédéric Chau : François
- Julie de Bona : Sophie, la compagne de François
- Medi Sadoun : Bruno, l’ami de François
- Steve Tran : Félix
- Mylène Jampanoï : Lisa
- Clémentine Célarié : Annie, la mère de Sophie
- Li Heling : Tante Fa
- Bing Yin : Meng, le père de François
- Xing Xing Cheng : Grand Ma Bin
- William Taing : Stéphane

## Accueil

### Accueil critique
Le film reçoit une note moyenne par la presse de 2,8/5 sur Allociné, basée sur dix retours.
Pour Le Parisien, « le film surfe sur des situations un peu artificielles et pas très bien jouées, mais se révèle bienveillant ».
Pour Hélène Marzolf de Télérama, elle écrit qu’« ironiquement, la volonté pédagogique du film le dessert : à vouloir sans arrêt démonter les idées reçues – les Chinois mangent du chien, parlent de manière incompréhensible – Made in China s’embourbe dans des gags déjà vus mille fois. Dommage ».

### Box-office
Le film ne comptabilise que 263 733 entrées malgré sa projection dans 378 salles. Il est ainsi l'un des plus gros échecs du cinéma français de l'année.

### Documentation
- Dossier de presse Made in China